# اودا نوبوترو
اودا نوبوترو (به ژاپنی: 織田秀成) (۱۵۴۶- ۳ دسامبر، ۱۶۱۰) یک سامورایی در دوره سنگوکو و برادر کوچکتر اودا نوبوناگا بود.

## خانواده
- پدر: اودا نوبوهیده (۱۵۱۰–۱۵۵۱)
- برادران
  - اودا نوبوهیرو (مرگ ۱۵۷۴)
  - اودا نوبوناگا (۱۵۸۲–۱۵۳۴)
  - اودا نوبویوکی (۱۵۵۷–۱۵۳۶)
  - اودا نوبوهارو (۱۵۷۰–۱۵۴۵)
  - اودا ناگاماسو (۱۶۲۲–۱۵۴۸)
  - اودا نوبوکانه (۱۵۴۸–۱۶۱۴)
  - اودا نوبواوکی (مرگ ۱۵۷۰)
  - اودا هیده‌تاکا (مرگ ۱۵۵۵)
  - اودا هیده‌ناری (مرگ ۱۵۷۴)
  - اودا ناگاتوشی
- خواهران:
  - اوایچی (۱۵۸۳–۱۵۴۷)، همسر اول آزای ناگاماسا، همسر دوم شیباتا کاتسوایه
  - اواینو (مرگ ۱۵۸۲)، همسر اول ساجی نوبوکاتا، همسر دوم هوسوکاوا آکیموتو